# Lançarote de Freitas

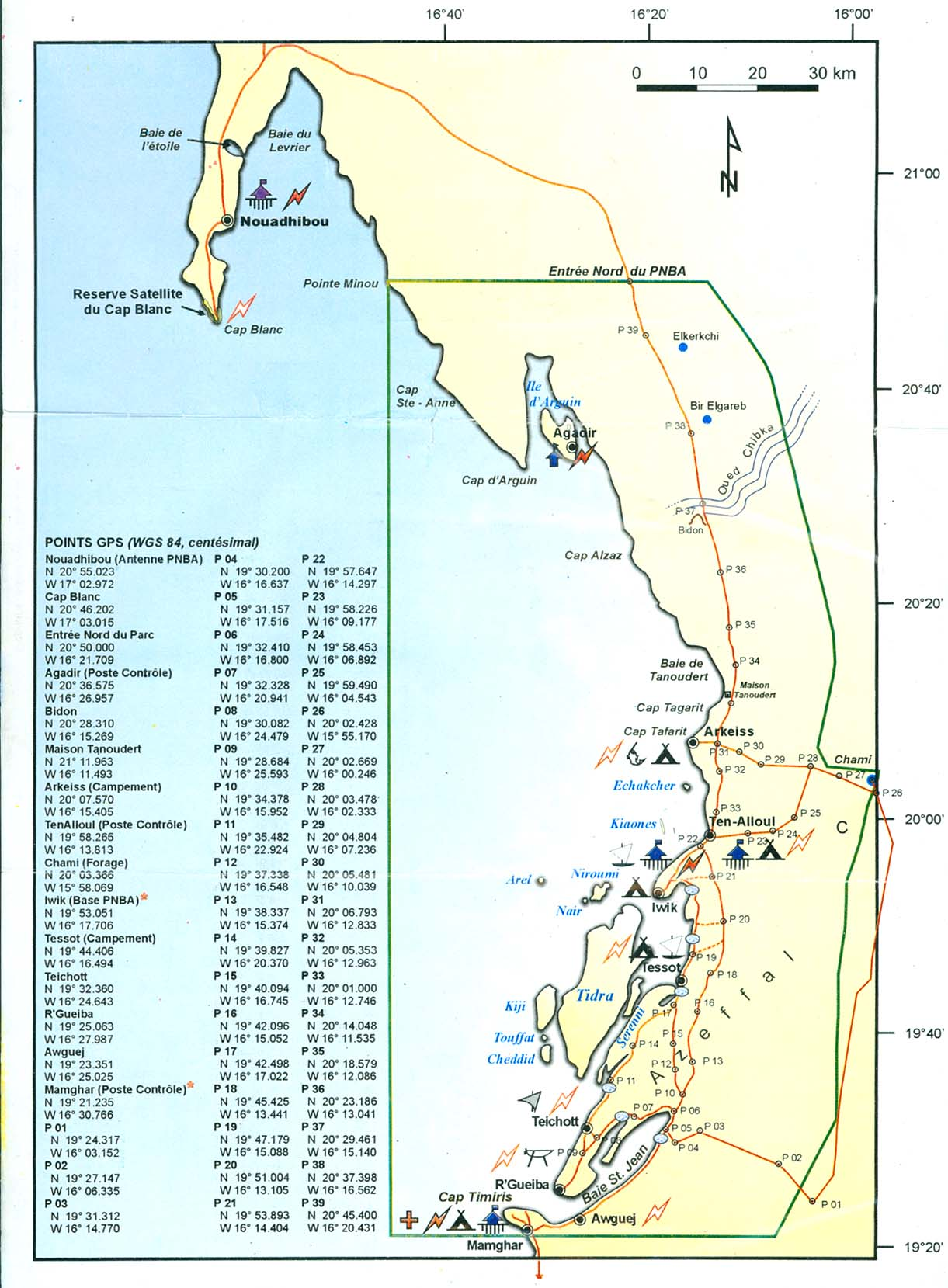
Záliv Anguin, kde Lançarote de Freitas lovil otroky

Lançarote de Freitas také Lançarote de Lagos nebo Lançarote da Ilha byl v portugalský mořeplavec a obchodník s otroky. Původem byl Janovan. V 15. století se plavil ve službách Jindřicha Mořeplavce, ve kterých vykonal dvě cesty podél západního pobřeží Afriky.
V roce 1443 udělil princ Petr z Coimbry svému bratru Jindřichovi Mořeplavci monopol na veškerý obchod na jih od mysu Búdždúr. Téhož roku byl Lançarote jmenován velitelem floty o 6 karavelách, které vypluly z Lagosu a měly prozkoumat možnosti obchodu a zároveň přivést otroky na trh do Lagosu. Cestou na jih objevil při pobřeží dnešní Mauretánie ostrovy v zálivu Arguin. V těchto místech před ním mořeplavec Nuňo Tristão ulovil otroky. Také oni přepadli rybářské osady na ostrovech Nair a Tidra, kde pochytali 235 berberských domorodců, ostatní prchli do vnitrozemí. Po návratu na trh do Lagosu sklidil úspěch.
Pro úspěch první výpravy byla vypravena v roce 1445 nebo 1446 druhá početnější flota čítající 14 lodí. Po vyplutí se 3 lodi staly nezvěstnými, přesto se zbývajícími doplul do zálivu Arguin. Tentokrát nebyl tak úspěšný jako v první výpravě. Narazil na odpor Berberů a musel bojovat. Několik lodí poslal s otroky zpět do Portugalska. Sám plul dál s 5 loděmi na jih, kde objevil ústí řeky Senegal, po které plul do vnitrozemí. Při zpáteční cestě byl bouří zahnán ke Kapverdským ostrovům, za jejichž spoluobjevitele je pokládán spolu s Alvisem Cadamostem. Výpravy dalších mořeplavců za obchodem s otroky byly neúspěšné, protože osady na pobřeží byly opuštěné. Berbeři odešli do vnitrozemí.